# Нижні Кичі
Нижні Кичі́ (рос. Нижние Кичи) — селище у складі Таштагольського району Кемеровської області, Росія. Входить до складу Усть-Кабирзинського сільського поселення.

## Населення
Населення — 17 осіб (2010; 16 у 2002).
Національний склад (станом на 2002 рік):
- шорці — 100 %